# Phyllanthus fuscoluridus
Phyllanthus fuscoluridus är en emblikaväxtart som beskrevs av Johannes Müller Argoviensis. Phyllanthus fuscoluridus ingår i släktet Phyllanthus och familjen emblikaväxter.
Artens utbredningsområde är Madagaskar.

## Underarter
Arten delas in i följande underarter:
- P. f. fuscoluridus
- P. f. villosus
- P. f. borealis
- P. f. decaryanus
- P. f. parviflorus